# Buschieren
Das Buschieren ist eine Jagdart mit dem Vorstehhund, aber auch dem  Stöberhund unter der  Flinte. Sie dient der Suche nach Wild in unübersichtlichem Gelände vor dem Schuss. Der dazu verwendete Buschierhund läuft in Schlangenlinien vor dem Jäger her, und zwar im maximalen Abstand der Flintenschussdistanz, also 30 bis 35 Meter. Wenn das Gelände breiter als 60 Meter ist, muss auch der Jäger im Zick-Zack gehen oder einen zweiten Jäger parallel gehen lassen.
Buschieren dient hauptsächlich der gezielten Bejagung von Feldhase, Fasan, Kaninchen und Fuchs.
Der Hund arbeitet im direkten Wirkungsbereich des Jägers, d. h. unter der Flinte. Er soll sich von seinem Führer ohne viele und laute Kommandos dirigieren lassen und dabei eine planvolle Suche quer zu Marschrichtung des Jägers zeigen. Der Vorstehhund soll vorstehen. Wenn der Stöberhund Wild aufscheucht, soll er davon allerdings genügend Abstand halten, so dass eine Schussabgabe ohne Gefahr für den Hund möglich ist. Der Hund soll aufstehendes Wild also nicht jagen, sondern aufscheuchen und selbständig oder auf Befehl des Führers davon ablassen. Das erlegte Wild soll vom Hund apportiert werden.
Die Richter bei einer Arbeitsprüfung haben bei der Beurteilung dieser Arbeit die gute Verbundenheit zwischen Führer und Hund zu berücksichtigen, die sich vor allen Dingen in einer planvollen Quersuche zeigt. Diese ist eine Teildisziplin des Buschierens, nämlich der Vorgang des nach links und rechts suchenden Hundes in einer Schlangenlinie nach vorne. Beim Buschieren kommt dann die Zusammenarbeit mit dem Jäger dazu. Dazu gehört unter anderem, dass der Hund die Flintendistanz nicht verlässt und dass er Abstand von aufgescheuchtem Wild hält.